# Civiche raccolte d'arte applicata
Le Civiche raccolte d'arte applicata o Museo delle Arti Decorative, fanno parte del complesso museale del Castello Sforzesco di Milano. Il museo, situato nelle Sale Ducali e in quelle della Rocchetta, si divide in diverse sezioni tra le quali si distinguono in particolare le sezioni oreficerie, avori, bronzi, smalti e vetri artistici.
Sono conservate anche collezioni di ceramiche comprendenti maioliche di Faenza, Urbino e Pesaro e ceramiche lombarde a partire dal medioevo ad oggi. Particolare attenzione è inoltre prestata alle maioliche di Lodi e Milano prodotte a partire dal XVII secolo.
Nella Sala della Balla è esposta la serie degli Arazzi Trivulzio composta da dodici diversi arazzi dedicati ai mesi dell'anno e tessuti tra il 1503 ed il 1509 su disegni del Bramantino.

## Storia
il Museo Artistico Municipale fu inaugurato il 10 maggio 1900 al termine dei restauri del castello.
Fra le numerose collezioni private che vi confluirono per donazione o acquisizione vi furono:
- la raccolta di oreficerie profane tedesche di epoca rinascimentale, maioliche istoriate del Cinquecento, e bronzetti donata dal nobiluomo Malachia De Cristoforis nel 1876
- la collezione di maioliche donata da Francesco Ponti (1895).
- la celeberrima collezione Trivulzio acquisita nel 1935 con i celeberrimi Arazzi dei Mesi, uniti a oreficerie, avori, dipinti e sculture
- la raccolta di avori tardoantichi donati dal pittore Giuseppe Bossi
- l'acquisto delle collezioni Fortuny e Regazzoni di tessuti Medioevali
- la collezione di posate di Gianguido Sambonet[1]

Nel dopoguerra fu creato il riallestimento delle sale ancora oggi visibile, sia pure con variazioni, affidato allo studio BBPR.

### La Sala della Balla
La Sala della Balla è situata al primo piano della Rocchetta del castello. Sappiamo che già dalla fine del 1400, un documento parla di una sala del castello che veniva utilizzata come sala per gli eventi più importanti: feste e ricevimenti, balli e giochi come quello della "Balla". Luca Beltrami, alla fine dell'800, identificò erroneamente questa sala con quella descritta nel documento quattrocentesco. Recenti studi più accurati identificano la sala dedicata alle feste nella zona del cortile ducale, dove ora si trova il Museo dei mobili. Questa sala soprannominata della balla in realtà era invece adibita a deposito delle granaglie e delle farine di tutto il castello: questo spiega anche le grandi dimensioni.
L'allestimento oggi visibile è quello proposto dallo studio BBPR all'inizio degli anni settanta: nell'ala destra, si trova l'esposizione degli strumenti a tastiera e parte del Museo degli strumenti musicali. Nell'ala sinistra, a partire dagli anni '80, furono allestiti degli Arazzi dei Mesi tessuti su cartoni di Bramantino, detti Arazzi Trivulzio, dal nome del committente. Il mese di marzo dà il via a questa serie di arazzi, illustrando le attività agricole del periodo, per concludersi con il mese di febbraio. Gli arazzi presentano uno schema fisso: all'interno di una cornice la figura del mese occupa la parte centrale, contornata dagli stemmi di Colleoni, Gonzaga e d'Avalos.

## Galleria d'immagini

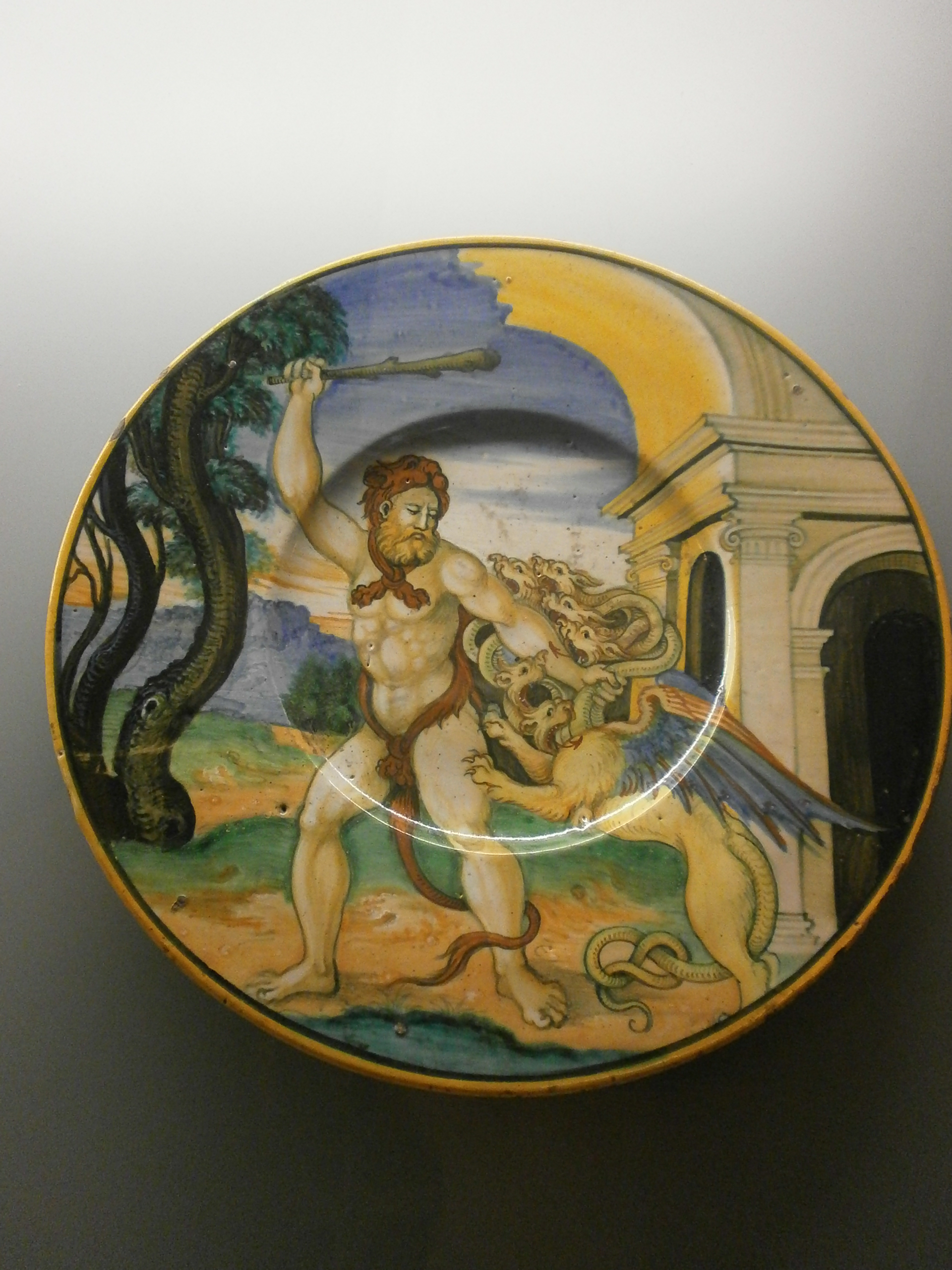
Ercole che lotta contro l'idra, Niccolò Pellipario detto Nicola da Urbino, maiolica, 1525-35, Urbino.
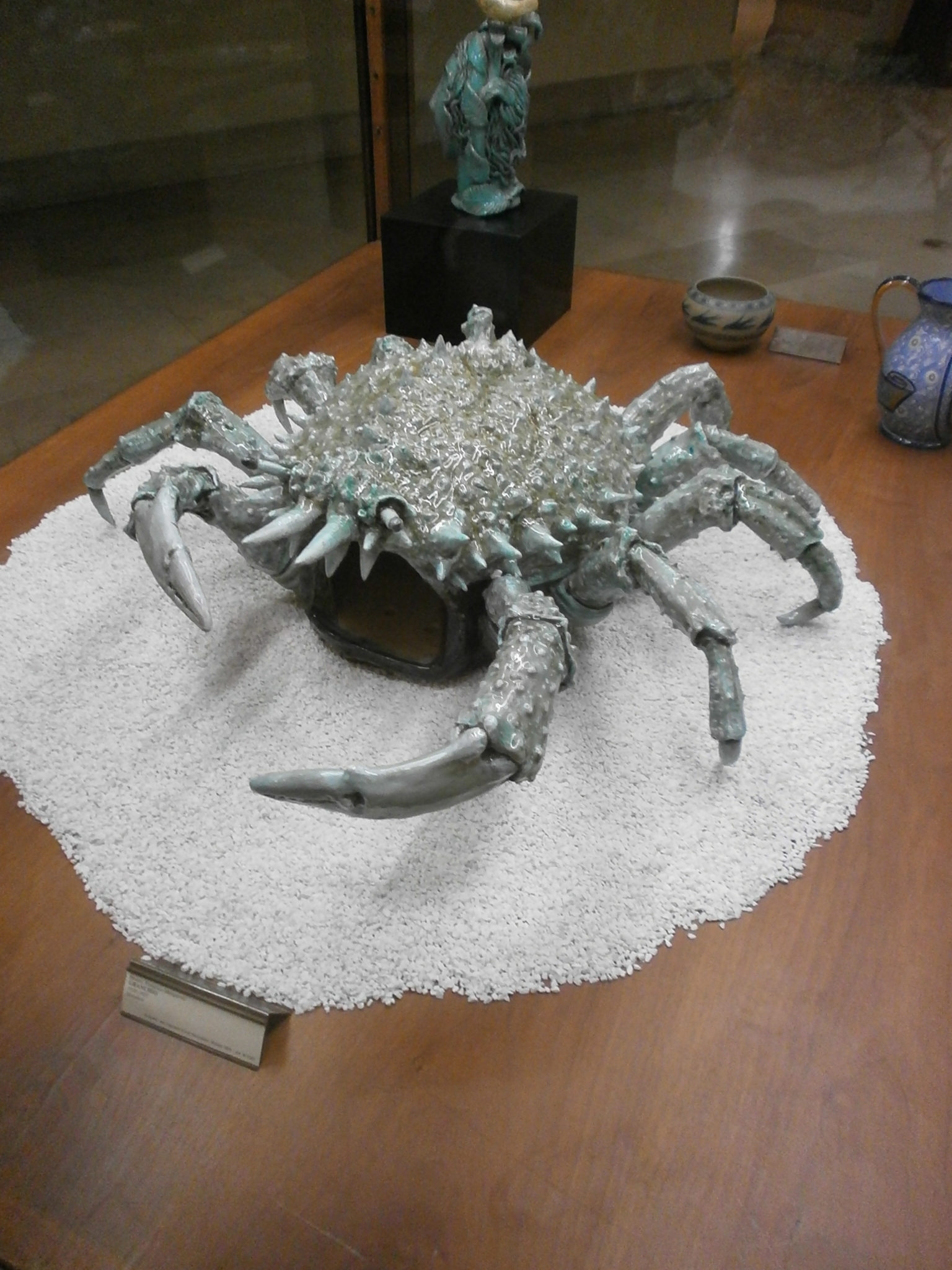
Granchio, Ferruccio Mengaroni, maiolica, 1920-25, Pesaro.
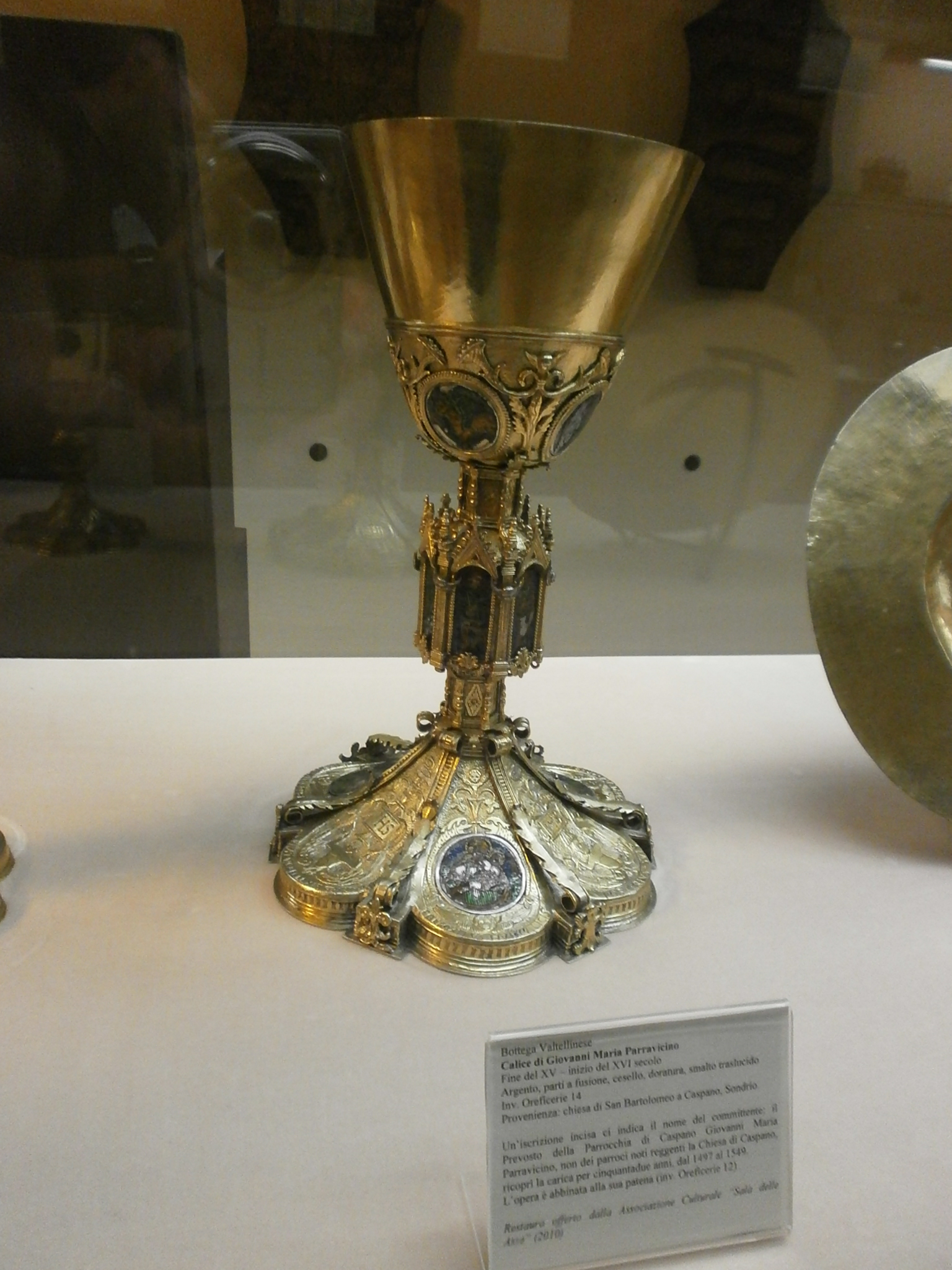
Calice di Giovanni Maria Parravicino, XV-XVI sec, bottega valtellinese.
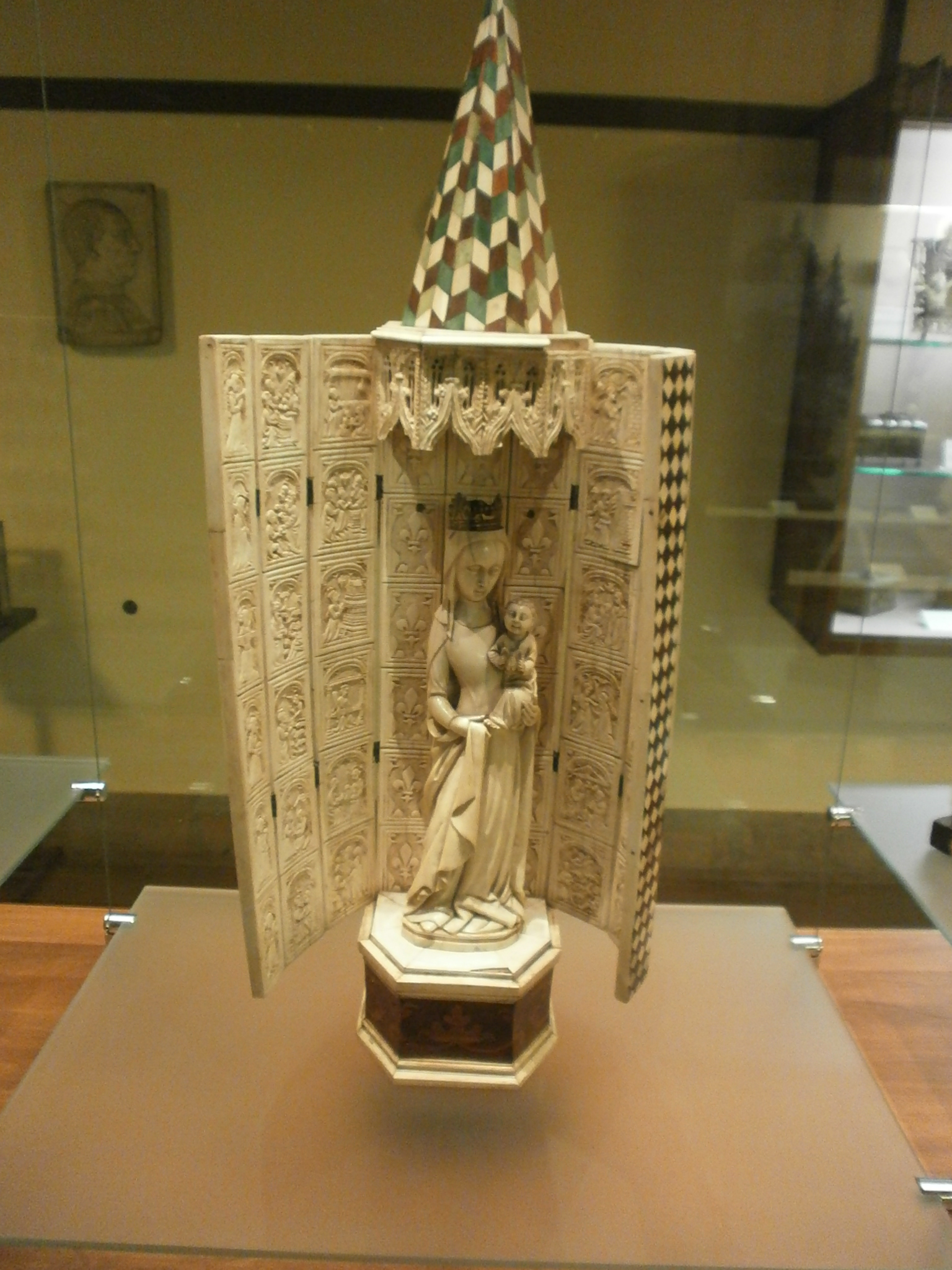
Tabernacolo con storie della Vergine e di Gesù, XV secolo, avorio.
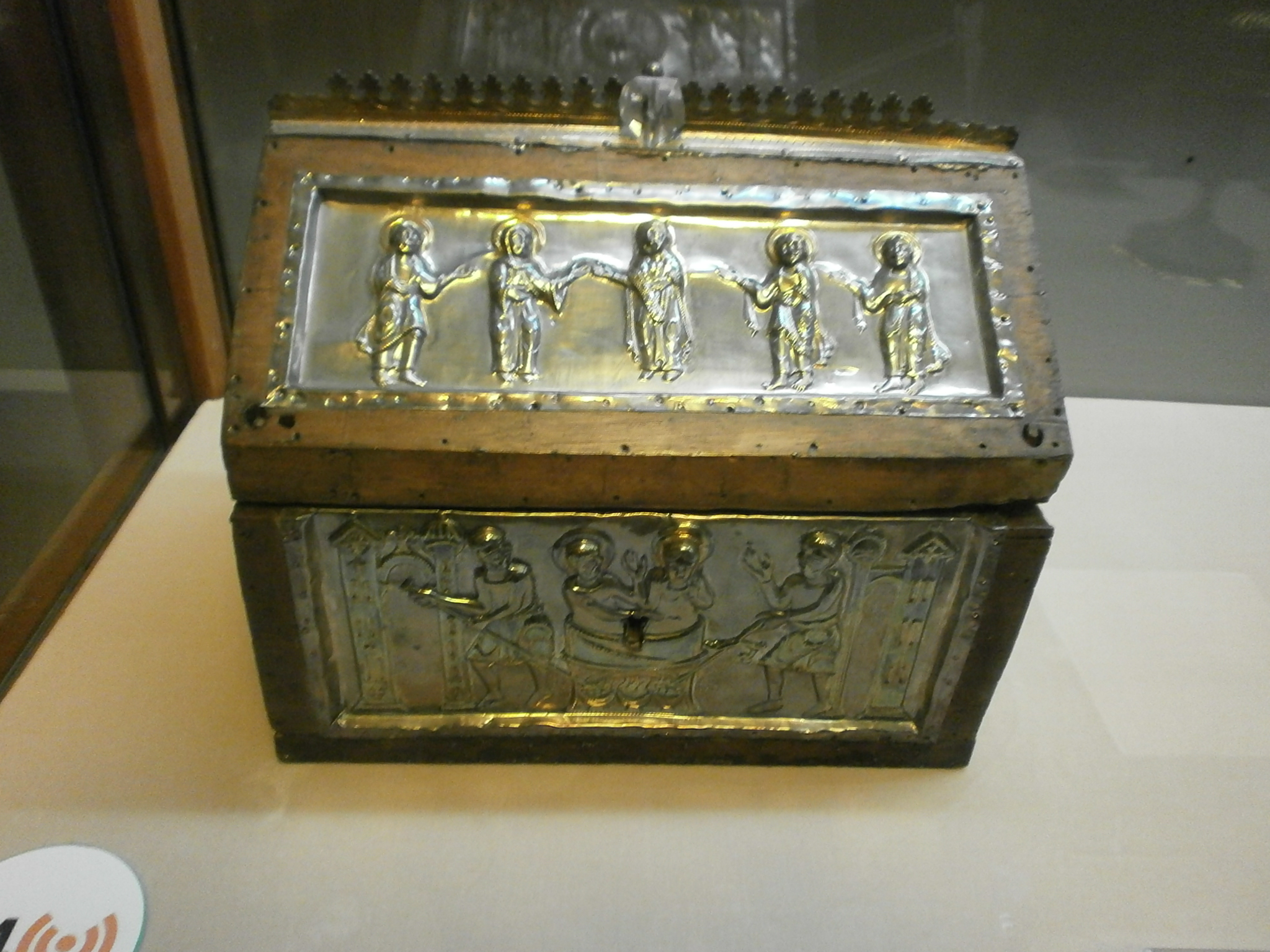
Cassettina dei Santi Cipriano e giustina, XI secolo.
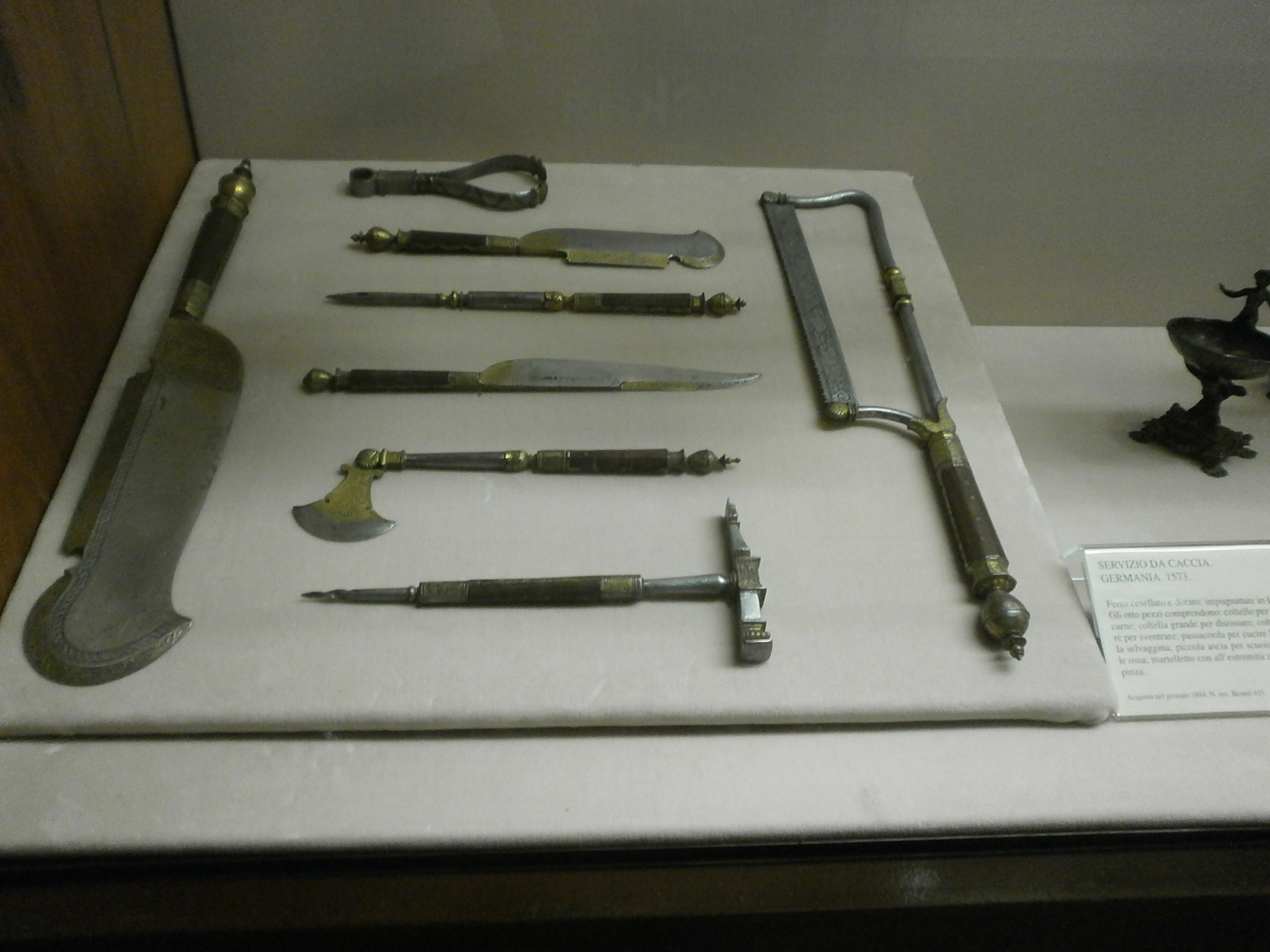
Servizio da caccia, Germania, 1573, ferro cesellato e dorato.
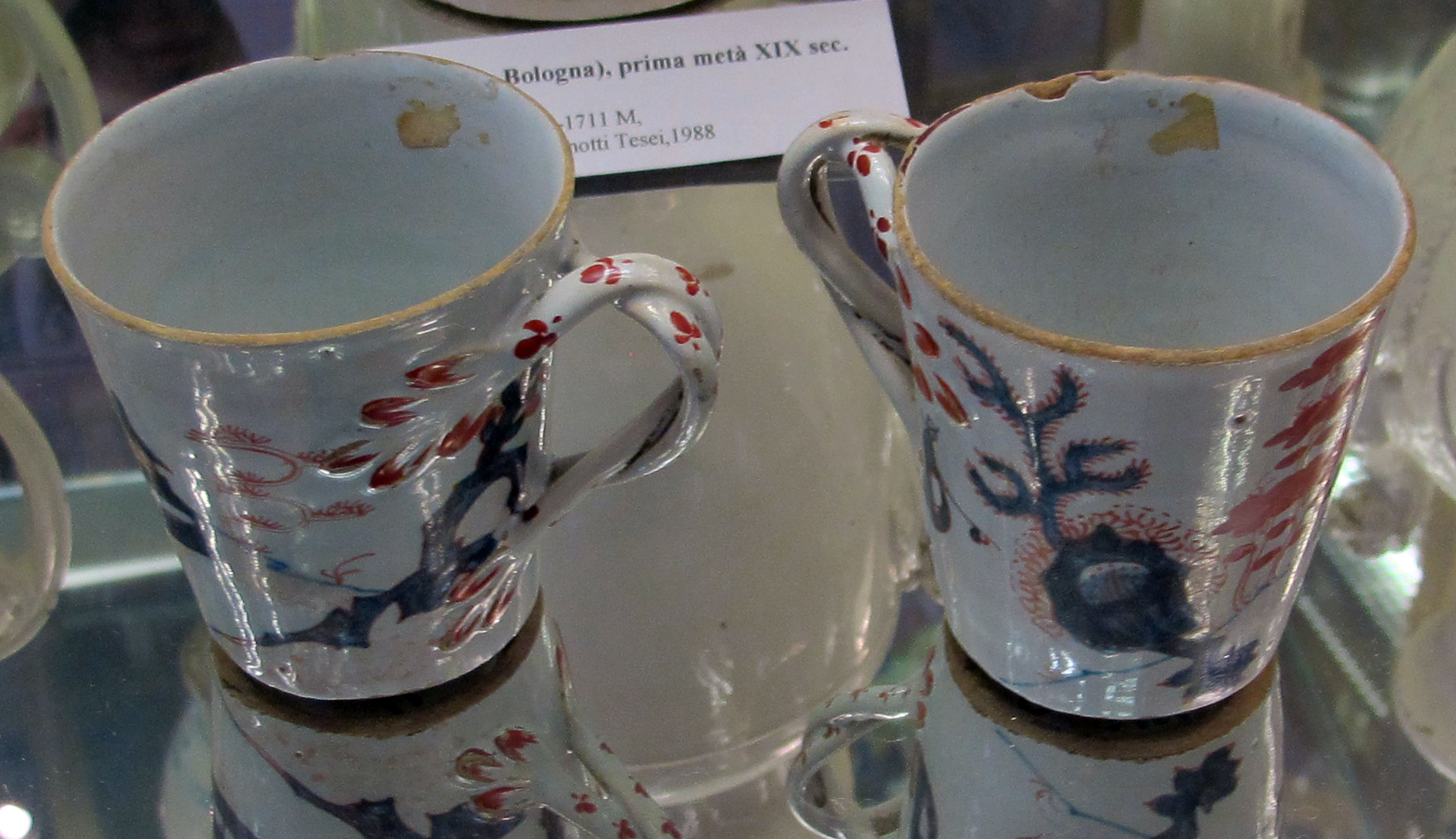
Felice Clerici, Due tazzine, maiolica, 1750 circa, Milano
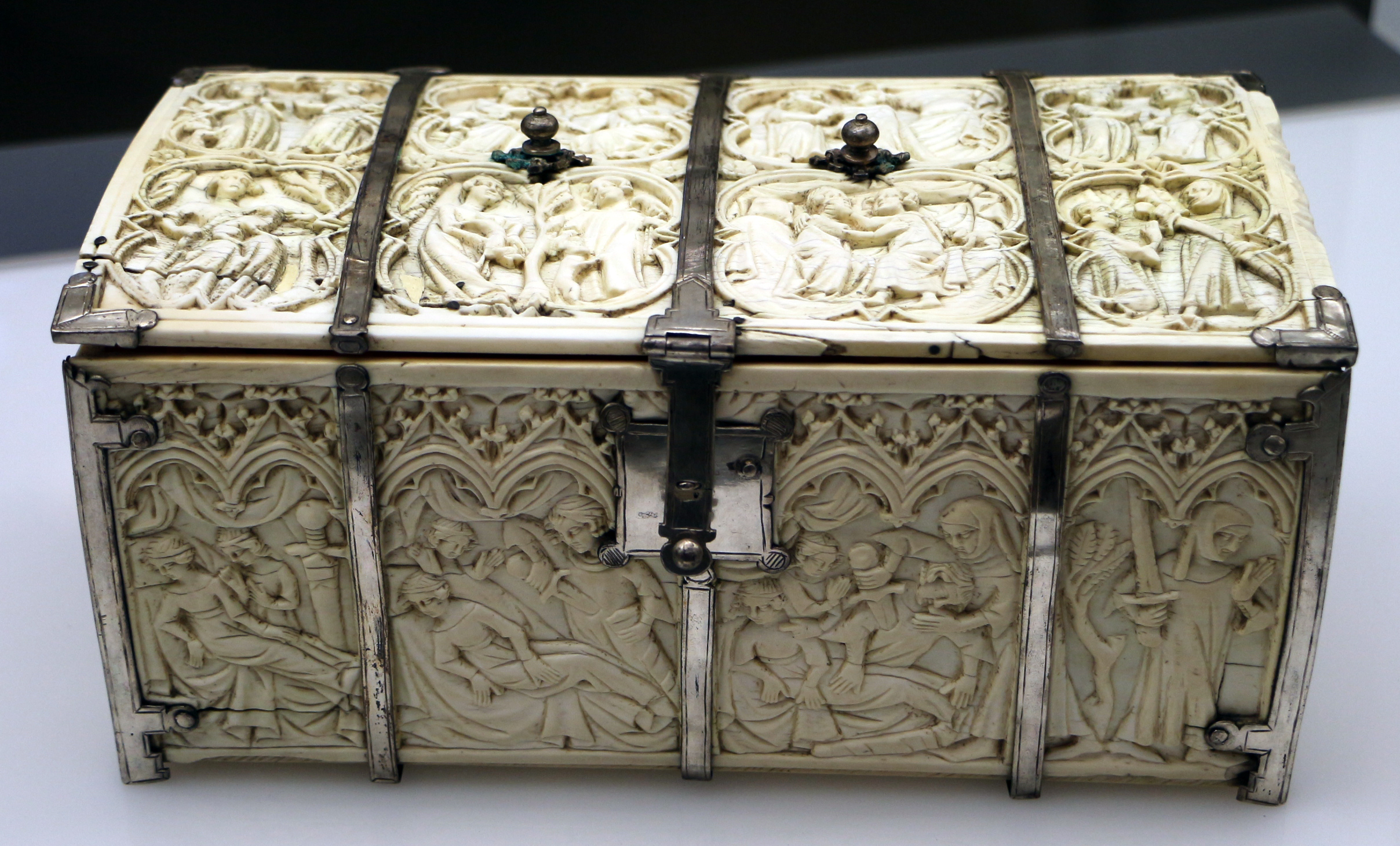
Bottega francese, Cofanetto della Castellana di Vergy, xiv secolo, avorio e argento